# Scharlibbe
Scharlibbe ist ein Ortsteil der Gemeinde Klietz in der Verbandsgemeinde Elbe-Havel-Land im Landkreis Stendal in Sachsen-Anhalt.

## Geografie
Das Dorf Scharlibbe liegt 15 Kilometer nordöstlich der Kreisstadt Stendal und drei Kilometer östlich der Elbe am Trübengraben im Land Schollene. Im Osten liegt das Waldgebiet Scharlibber Heide.
Westlich vom Dorf liegt der Scharlibber See, der mit dem Land- und Weidengraben zum Fauna-Flora-Habitat-Gebiet „Kamernscher See und Trübengraben“ gehört. Südöstlich des Dorfes liegt die Binnendüne bei Scharlibbe, ebenfalls ein FFH-Gebiet. Sie ist nicht zugänglich, da sie zum Truppenübungsplatz Klietz gehört.
Nachbarorte sind Schönfeld im Norden, Mahlitz im Osten und Klietz im Süden.

## Geschichte

### Mittelalter bis Neuzeit

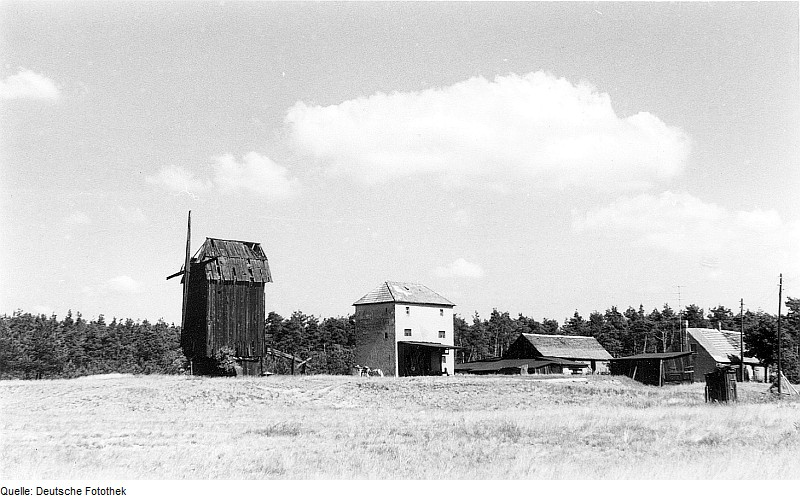
Bockwindmühle Scharlibbe (1973)

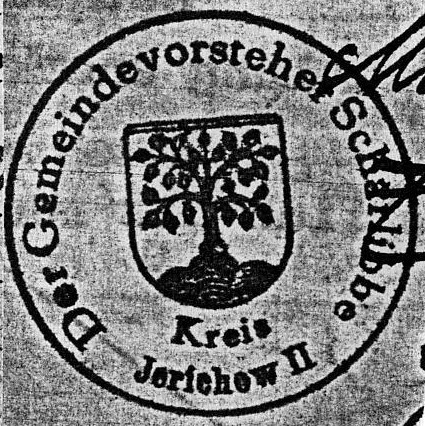
Siegel der früheren Gemeinde Scharlibbe

Im Jahre 1351 wird Scharlibbe als Schorlubbe erwähnt, als sich Erzbischof Otto von Magdeburg und das Domkapitel zu Magdeburg mit Markgraf Ludwig I. von Brandenburg vergleichen. Ludwig musste ihnen eine Entschädigung zahlen, für die er unter anderem Jerichow mit den Dörfern Klietz, Schollene und Scharlibbe für 3.000 Mark zum Pfand setzte. Weitere Nennungen sind 1477 Schurlubbe und Schorlubke, 1563 Scharlubbe und 1665 Scharlübbe. 1684 erwirbt die Familie von Katte das Gut Scharlibbe. Erwerber war Hans von Katte (1633–1684), erzbischöflicher magdeburgischer, dann Hofmann zu Coburg, verheiratet mit Dorothea von Witzleben, dann mit Eva Auguste von Stammer, mit der er Kinder hatte. Der erste Sohn Heinrich Christoph von Katte-Kamern (1675–1743) übernimmt die Besitzung. Er wurde magdeburgischer Kammerpräsident, Geheimer Rat, Amtshauptmann zu Kalbe. Seine Frau war Ursula von Möllendorff. Auch der Enkel der Vorgenannten, der preußische Kriegsminister Heinrich Christoph von Katte, geboren 1699 auf Gut Wust, lebte Mitte des 18. Jahrhunderts im Ort und verstarb hier 1760.
Am 14. Juli 1832 wütete im Dorf ein Brand, der 13 Gehöfte in Schutt und Asche legte. Die Versicherung leistete 5129 Taler Schadensersatz. 1842 war Scharlibbe ein Kirchdorf mit einem landtagsfähigen Rittergut und zwei Windmühlen. Eine Mühle stand vor dem südlichen Ortseingang beim Schmidtshof in der Nähe vom heutigen Ausbau. Die Bockwindmühle im Nordosten des Dorfes wurde zwischen 1980 und 1983 abgebrochen.

### Andere Erwähnungen
Aleksander Brückner ordnet die Erwähnung mansos in scorlup in burgwardo zcolin aus dem Jahre 1097 Scharlibbe zu. Der Namenforscher Walter Wenzel deutet den Eintrag jedoch als Schkorlopp nahe Markranstädt bei Leipzig.

### Herkunft des Ortsnamens
Der Names des Ortes leitet sich wahrscheinlich vom slawischen „skorlupa“ oder „skralupa“ ab, was so viel wie „abgeschälte Rinde“ bedeutet.

### Eingemeindungen
Scharlibbe gehörte früher zum zweiten Distrikt im Jerichowschen Kreis im Norden des Herzogtums Magdeburg. 1816 kam es zum Kreis Jerichow II, dem späteren Landkreis Jerichow II in der preußischen Provinz Sachsen, der ab dem 15. Juni 1950 Landkreis Genthin und später Kreis Genthin hieß.
Bereits am 30. September 1928 der Gutsbezirk Scharlibbe mit der Landgemeinde Scharlibbe vereinigt worden.
Am 20. Juli 1950 wurde die Gemeinde Scharlibbe aus dem Landkreis Genthin in die Gemeinde Klietz eingemeindet. Am 1. Januar 1957 wurde die Gemeinde Scharlibbe im Kreis Havelberg durch Ausgliederung aus Klietz neu gebildet. Die Gemeinde wurde am 15. Februar 1974 erneut aufgelöst und in die Gemeinde Klietz eingemeindet.

### Einwohnerentwicklung

#### Gemeinde / Ortsteil
| Jahr | Einwohner |
| ---- | --------- |
| 1782 | [00]295   |
| 1818 | [0]240    |
| 1840 | [0]350    |
| 1864 | [00]407   |
| 1867 | 541       |
| 1871 | 471       |

| Jahr | Einwohner |
| ---- | --------- |
| 1905 | 325       |
| 1910 | 304       |
| 1925 | 340       |
| 1933 | 340       |
| 1939 | 344       |
| 1946 | 495       |

| Jahr | Einwohner |
| ---- | --------- |
| 1964 | 346       |
| 1971 | 355       |
| 2014 | [00]184   |
| 2014 | [00]184   |
| 2017 | [00]165   |
| 2018 | [00]151   |

| Jahr | Einwohner |
| ---- | --------- |
| 2019 | [00]155   |
| 2020 | [00]167   |
| 2021 | [00]175   |
| 2022 | [0]173    |

#### Gutsbezirk
| Jahr | Einwohner |
| ---- | --------- |
| 1871 | 28        |
| 1905 | 20        |
| 1910 | 24        |

Quellen: 1867 bis 1971 Unterlagen der Volkszählung

## Religion
Die evangelische Kirchengemeinde Scharlibbe, die früher zur Pfarrei Klietz gehörte, wird betreut vom Kirchspiel Klietz-Scharlibbe im Pfarrbereich Sandau im Kirchenkreis Stendal im Propstsprengel Stendal-Magdeburg der Evangelischen Kirche in Mitteldeutschland.
Die ältesten überlieferten Kirchenbücher für Scharlibbe stammen aus dem Jahre 1649.
Die katholischen Christen gehören zur Pfarrei St. Elisabeth in Tangermünde im Dekanat Stendal im Bistum Magdeburg.

## Kultur und Sehenswürdigkeiten
- Die heutige evangelische Dorfkirche Scharlibbe wurde zwischen 1902 und 1906 nach Plänen des Kreisbaumeisters Engelbrecht aus Genthin erbaut. Der Neubau war nötig geworden, da der ursprüngliche spätromanischer Backsteinbau aus Ende des 12. Jahrhunderts aufs Äußerste vernachlässigt worden war.[30]

## Wirtschaft und Infrastruktur
Neben der Landwirtschaft spielt zunehmend der sanfte Tourismus eine Rolle.

### Verkehrsanbindung
Die Bahnstrecke Schönhausen–Sandau wurde 1997 stillgelegt. Der nächste Bahnhof ist in Schönhausen (Elbe).
Der öffentliche Personennahverkehr wird unter anderem durch den PlusBus des Bahn-Bus-Landesnetz Sachsen-Anhalt erbracht. Folgende Verbindung, betrieben von der Stendalbus, führt durch Scharlibbe:
- Linie 900: Stendal/Tangermünde ↔ Fischbeck ↔ Scharlibbe ↔ Havelberg ↔ Glöwen

Scharlibbe liegt an der Bundesstraße 107 von Havelberg nach Genthin. 
Nördlich des Dorfes liegt der Flugplatz Klietz/Scharlibbe, ein Sonderlandeplatz.

## Söhne und Töchter des Ortes
- August von Katte (August von Katt; 1711–1779), preußischer Major